# 程潛

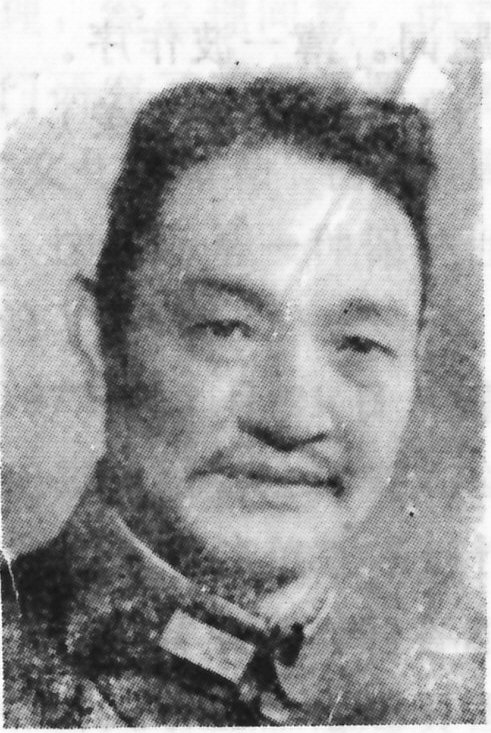
程潛上將

程潛（1882年—1968年4月5日），字頌雲，男，湖南醴陵人，中华民国军政要人，同盟會元老，國民革命軍一級陸軍上將，中华人民共和国政治人物，原副国级领导人。北伐战争時國民革命軍第六軍軍長，抗戰時第一戰區司令長官。1948年時曾參選中華民國副總統，但未成當選。
1949年年中在長沙向共產黨投降，同年出席北京全国政协。其後任中華人民共和國中央人民政府委員，人民革命軍事委員會副主席，全国人大常委会副委員長，湖南省人民政府主席，湖南省人民委员会省長、民革中央副主席等職。1968年4月5日病逝北京。

## 生平

### 早年革命生涯

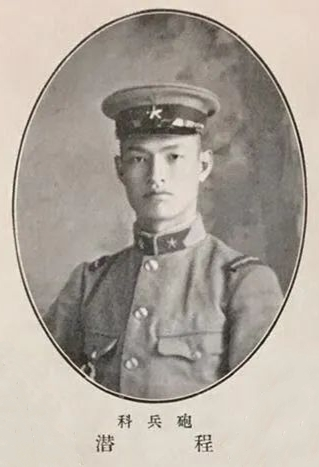
留學日本陸軍士官學校時的程潛

程潛出身耕讀世家，九歲入私塾。十六歲（1898年）中秀才。十八歲（1900年）進入長沙岳麓書院，開始了解中外時局後，決定放棄科舉之途，棄文習武。二十一歲1903年以第一名成績考入湖南武備學堂。1904年通過考核被保送留學日本，在日本結識黃興、宋教仁、李烈鈞等人，開始傾向革命，並組成革命同志會。
1905年程潛加入剛成立的同盟會。與孫中山面談即成為孫之追隨者。程潛同時加入以軍人學生為主的「铁血丈夫團」。1907年進入日本陸軍士官學校炮科第六期，1908年底畢業。同年回國，到四川訓練新軍。1910年任新式陸軍陆军第十七鎮參謀官。1911年辛亥革命爆發後，程潛到武昌助黃興指揮炮兵反攻漢口。失敗後轉往長沙。
1912年中华民国建立後任湖南軍事廳長。1913年二次革命時組織討袁，但旋即失敗，湖南取消獨立，程潛逃亡日本，進入早稻田大學。期間孫中山改組國民黨為中華革命黨，程潛反對入黨方法而未加入。1915年袁世凱洪憲帝制後，程潛赴雲南加入護國戰爭，受唐繼堯命為湖南招撫使，到湖南召集其舊部反袁，被舉為護國湘軍總司令，驅逐湖南督軍湯薌銘。1916年8月3日，段祺瑞委譚延闓為湖南省長兼署督軍，程於18日取消護國軍總司令，縮編部伍。1917年7月孫中山發動護法運動，程潛聯絡舊部支持，9月被任為湘南護法軍司令，在湘南擊敗北洋政府部隊。因湖南省長周肇祥隨督軍傅良佐逃赴北京，程潛于11月24日被推任為湖南省長。12月，辭却省長一職，專注湘北戰事。1918年2月下旬，程潛奪取岳州，但因北軍反撃，於3月連失岳州、長沙，退守衡山。
1920年孫中山第二次在廣州護法，程被任為陸軍次長。在第二次護法時的北伐，與陳炯明衝突中皆支持孫中山，因而頗受器重。孫中山得以於1923年回廣州第三次護法，亦得助於程潛平定廣州。程曾在中華民國陸海軍大元帥大本營軍政部部長任內時開辦大本營陸軍講武學校，自任校長，宋希濂中將即出身於此。孫中山建立黃埔軍校時，曾一度考慮以程為校長，以蔣介石及李濟深為副。1925年孫中山逝世後，廣州國民政府改組初期，程潛為政府委員之一。

### 北伐战争
1925年7月1日广州大元帅府改组为广州国民政府，为16名国民政府委员之一。1925年9月18日任东征军第三纵队长，取得东征胜利。1926年被選為國民黨第二屆中执委。同年國民政府下部隊改為國民革命軍，程部為第六軍，程潛為軍長，軍代表林伯渠，下屬三個師。1926年蔣介石北伐時，第六軍攻陷南昌，但之後被孫傳芳成功反攻，第六軍損失過半。經重組後再戰，12月23日攻克南昌。1927年3月11日被武漢國民政府選為国民政府委员、軍事委員會主席团委員、国民革命军第四集团军第二方面軍指揮。程潜兼任北伐军江右军总指挥，於1927年3月21日首先攻陷南京。寧漢分裂后，武漢方面曾一度要程潛逮捕蔣介石，但程未有行事，而蔣亦已有防範。程潜返回武汉試圖調解寧漢之爭但無效。而第六軍亦在南京附近被蔣介石包圍繳械收編。

### 第一次国共内战
寧漢合流後，程潛與桂系军阀合作擊敗反蔣之唐生智。1928年3月24日至4月4日，“两湖善后会议”在长沙召开，程潜任主席。5月4日，成立了“湖南全省清乡督办署”，程潜兼督办。程潜此时还兼任湖南省政府主席兼保安司令、中央陆军军官学校长沙分校校务委员会主任，第一次全面主持湘政。但程之後又與桂系衝突，於1928年5月21日被李宗仁扣留，免去各職。第六軍亦被完全消灭。1928年6月23日被国民党中常会停止党籍。
之後數年程潛寓居上海。1931年九一八事變後，國民黨內各系謀求和解，1931年12月24日程潛方再被選為国民政府委员，第四届国民党中央執委。1935年4月铨叙陸軍二級上將，1935年12月18日任参谋本部参谋总长。

### 抗日战争期间
1937年七七事變後指揮平漢路抗日。1938年起任第一戰區司令長官，兼河南省政府主席。曾指揮蘭封會戰等大戰役。6月，炸開開封花園口黃河大堤。同年底，改任天水行營主任，駐西安。1940年調任軍事委員會副總參謀长，至1945年抗戰勝利。

### 抗戰勝利後
1945年戰爭結束，程潛任武漢行營主任，掌管華中軍政。
1947年，在原籍湖南省醴陵縣當選為第一屆國民大會代表。
1948年3月，參加副總統選舉，根據國民大會秘書處公布副總統候選人簽署代表人數：程潛得到338票的簽署支持，；國民大會主席團發布《國民大會公告（會字第二號）》，公布副總統候選人名單，計有孫科、右任、李宗仁、程潛、莫德惠、徐傅霖等6人同時參選。4月20日下午的首輪投票中，程潛獲得了522票，排名第三，僅次於李宗仁、孫科，因為沒有人過1,523票的門檻，依法選前三高票繼續第二輪投票。4月24日，在第二輪投票中，程潛獲得616票，但都沒有人超過半數。在此情況下，國民大會於4月28日再舉行第三輪投票，這一次程潛只獲得515票，終於落敗。其所得票在第四輪投票中，改投李宗仁，令蔣介石支持的孫科未能當選。
之後武漢行營取消，由桂系白崇禧出任華中剿總代替。程潛改為湖南绥靖公署主任兼省主席。
1948年12月25日，李宗仁和程潛要求國民政府和中國共產黨和談，並且要求蔣介石下野:11。

1949年1月，蔣介石在壓力下下野，桂系上台，李宗仁代任總統。同年4月國共和談失敗，中國人民解放军渡過長江发起渡江战役，攻占首都南京和上海。5月，解放军占领湖北省会武汉，大军近逼湖南。程潜受副总统竞选失败刺激、内战局势急剧变化和中共统战等因素影响，促使其政治立场迅速转变。8月初，程潛和陈明仁在湖南宣佈接受中國共產黨的和平協定，並稱湖南脫離遷至廣州的政府，史称「湖南和平起义」。
1949年8月4日，廣州政府明令通緝程潛。月底，程潜赴北京參加中国人民政治协商会议第一届全体会议。

### 共和国成立后
1949年後，程潛先後任中央人民政府委員，人民革命軍事委員會副主席，全國人大常委會副委員長，湖南省省長、民革中央副主席等各職。1966年文化大革命爆發，受周恩來特別保護，個人未受衝擊。1968年4月9日病逝北京。著有《程潛詩集》，由黑龍江人民出版社出版，葉劍英為其題詞。

## 著作
- 《程潜诗集》1984-08 黑龙江人民出版社
- 《程潜墨迹诗文选集》 2014-02中国社会科学出版社